# Plutki
Plutki (deutsch Plutken) ist ein Ort in der polnischen Woiwodschaft Ermland-Masuren. Er gehört zur Gmina Dywity (Landgemeinde Diwitten) im Powiat Olsztyński (Kreis Allenstein).

## Geographische Lage
Plutki liegt im Westen der Woiwodschaft Ermland-Masuren, 17 Kilometer nördlich der Kreis- und Woiwodschaftshauptstadt Olsztyn (deutsch Allenstein).

## Geschichte
Gründungsjahr des erst nach 1785 Plutken genannten Ortes ist 1376. Am 24. Oktober jenes Jahres wurde aufgrund der Korrektur einer Vermessung das Dorf Neu Süssenthal gebildet, für das am 30. September 1377 die Handfeste ausgestellt wurde. 1785 wurden in dem königlichen Bauerndorf neun Feuerstellen erwähnt.
Als 1874 der Amtsbezirk Süssenthal (polnisch Sętal) im ostpreußischen Kreis Allenstein errichtet wurde, gehörte Plutken ihm bis 1945 an.
Das Dorf zählte im Jahre 1910 insgesamt 137 Einwohner. Am 17. Oktober 1928 vergrößerte sich Plutken um den Nachbargutsort Gradtken (polnisch Gradki), der eingemeindet wurde.
Die Zahl der Einwohner Plutkens belief sich im Jahre 1933 auf 399 und im Jahre 1939 auf 379.
In Kriegsfolge musste 1945 das gesamte südliche Ostpreußen an Polen abgetreten werden. Plutken erhielt die polnische Namensform „Plutki“ und ist heute eine Ortschaft im Verbund der Landgemeinde Dywity (Diwitten) im Powiat Olsztyński (Kreis Allenstein), von 1975 bis 1998 der Woiwodschaft Olsztyn, seither der Woiwodschaft Ermland-Masuren zugehörig.

## Kirche
Bis 1945 war Plutken in die evangelische Kirche Guttstadt (polnisch Dobre Miasto) in der Kirchenprovinz Ostpreußen der Kirche der Altpreußischen Union, außerdem in die römisch-katholische Kirche Süssenthal (polnisch Sętal) im Bistum Ermland eingepfarrt.
Katholischerseits ist der Bezug von Plutki nach Sętal bis heute geblieben, wobei die Pfarrei jetzt zum Erzbistum Ermland gehört. Evangelischerseits gehört Plutki nun zur Christus-Erlöser-Kirche in Olsztyn (Allenstein) in der Diözese Masuren der Evangelisch-Augsburgischen Kirche in Polen.

## Verkehr
Plutki liegt abseits vom Verkehrsgeschehen und ist über den Abzweig Nowe Włóki (Neu Vierzighuben) – an der Straße von Spręcowo (Spiegelberg) nach Tuławki (Tollack) auf direktem Weg zu erreichen. Eine Bahnanbindung besteht nicht.